# پارس سویچ
پارس سویچ یک گروه صنعتی تولیدکننده ملزومات شبکه انتقال و توزیع برق در ایران است که در بخش مرکزی شهرستان زنجان واقع شده است.
شرکت پارس سویچ در سال ۱۳۵۵ با همکاری شرکتهای ساتکاب، آلستوم فرانسه و با سرمایه‌گذاری سهامداران خصوصی تأسیس گردید. این شرکت اولین و بزرگ‌ترین سازنده کلیدها و سکسیونرهای فشار قوی و متوسط در ایران می‌باشد.
شرکت پارس سویچ شامل دو کارخانه تولید محصولات فشار متوسط و قوی می‌باشد. پارس سویچ با همکاری ABB سوئد، به فناوری ساخت محصولات فشار قوی و همچنین با همکاری آلستوم و ABB Calor Emag آلمان به فناوری ساخت محصولات فشار متوسط دست یافته است.